# Juan Brussino
Juan Ignacio Brussino (Cañada de Gómez, Provincia de Santa Fe, 14 de marzo de 1991) es un baloncestista argentino que pertenece a la plantilla de la Quimsa de la Liga Nacional de Básquet. Con 1,85 metros de altura, juega en la posición de base. Es hermano mayor del también baloncestista Nicolás Brussino.

## Trayectoria
Asociación Deportiva Everton Olimpia (A.D.E.O)
Juan Brussino, como su hermano Nicolas, se inicia deportivamente desde pequeño en el club ADEO de la ciudad de Cañada de Gómez, Santa Fe.
La Unión de Formosa
El 12 de junio del año 2012 firma su contrato con La Unión para afrontar la Liga Nacional de Básquet 2012/13.
Quimsa
Ya para la temporada 2017/18 de la Liga Nacional de Básquet, la fusión tomó la decisión de contratarlo y lo presentó el 28 de julio del 2017 junto con Roberto Acuña.
En 2018 alcanzó la marca histórica de Facundo Sucatzky de dar 19 asistencias en un partido de temporada de la Liga Nacional de Básquet.
[actualizar]